# جون ألفرد فووت
جون ألفرد فووت هو سياسي أمريكي، ولد في 22 نوفمبر 1803، وتوفي في 16 يوليو 1891. انتخب عضو مجلس نواب أوهايو ‏.